# Pfarrkirche St. Walburg (Niedertal)

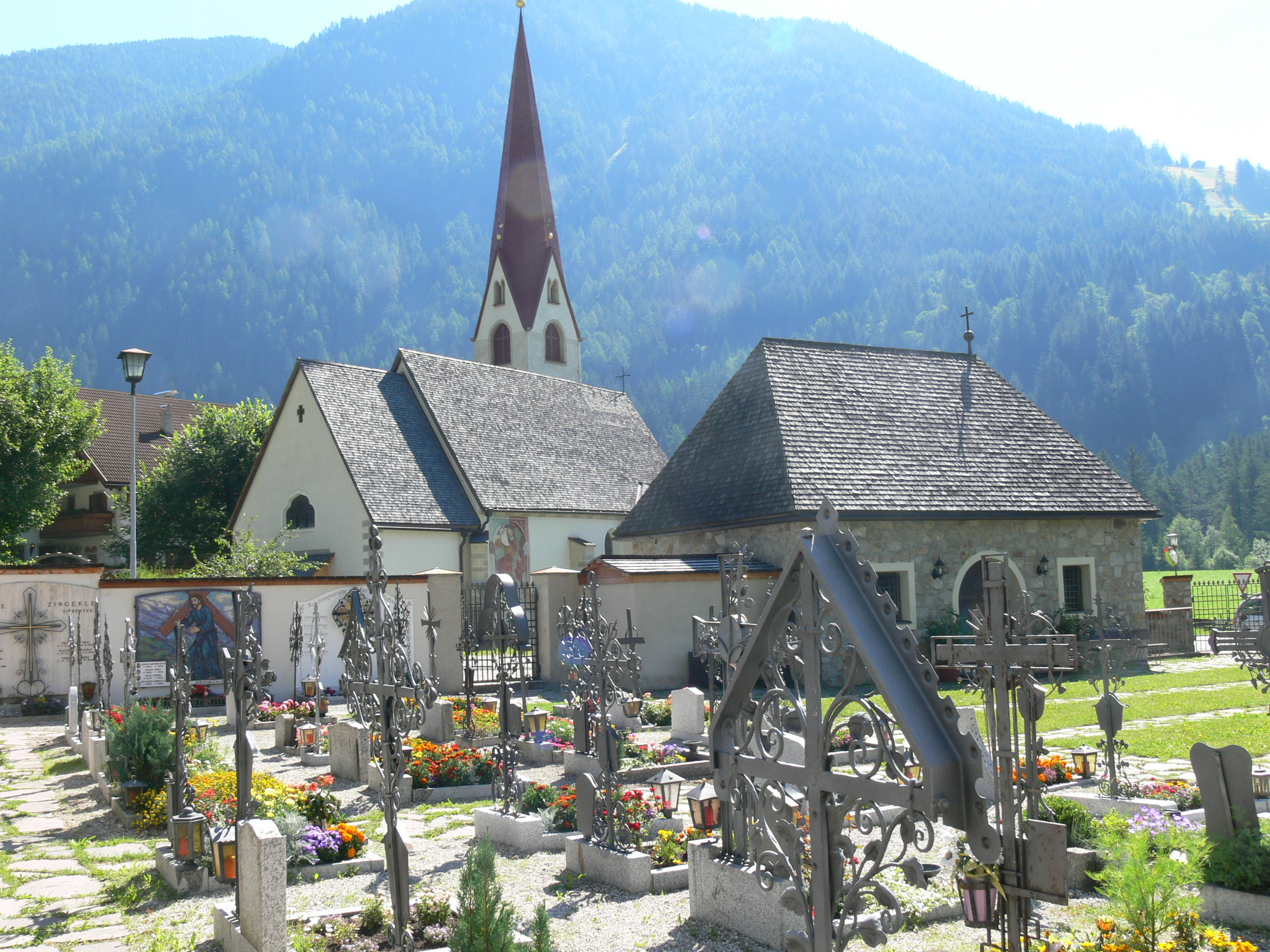
Pfarrkirche St. Walburg in Niedertal

Die Pfarrkirche St. Walburg ist eine römisch-katholische Kirche in der Fraktion Antholz Niedertal der Gemeinde Rasen-Antholz in Südtirol. Sie ist dem Patrozinium der heiligen Walburga geweiht.

## Geschichte
In einem Ablassbrief wurde die Kirche bereits im Jahr 1328 erwähnt, ein weiterer Brief wurde 1341 dokumentiert. Das Dokument für einen Friedhof wurde 1388 genannt. Die gotische Kirche wurde im 15. Jahrhundert errichtet. Im Jahr 1766 erfolgte die Stiftung des Kuratbenefiziums. Der Steinplattenboden wurde 1864 eingesetzt und durch einen alten Holzboden ersetzt.
In den Jahren 1904 bis 1906 wurde die gotische Kirche restauriert und umfasste den Gehalt um rund 9000 Kronen. Der Maler Sailer aus Innsbruck schuf im Sommer 1906 die Malereien der Kirche. Am 25. August 1907 wurde die Kirche vom Fürstbischof Josef Altenweisel geweiht.
Die Kirche wurde 1939 zur Kuratie erhoben. Im Sommer 1952 wurde die Kirche nach Plänen von Erich Pattis, die den Stil des gotischen Baus nicht beeinträchtigen, erweitert. Der Friedhof wurde im Jahr 1953 errichtet. Am 8. November 1963 wurde die Kirche zur Pfarrkirche erhoben.

## Baubeschreibung
Der gotische Bau umfasst das Langhaus und das Chor mit Sternrippengewölbe. Bei der Chorsüdseite steht ein Kirchturm mit rundbogigen Schallfenstern und einen geschindelten Giebelspitzhelm. An der Südwand befindet sich das Außenfresko von Michael Pacher aus der zweiten Hälfte des 15. Jahrhunderts, welches Christophorus unter Bogenarchitektur darstellt.

## Ausstattung
Im Ostern 1905 wurde der neue gotische Hochaltar nach Plänen des Architekten Josef Schmid errichtet. Das Hochaltarblatt von 1650 ist in der Mitte die heilige Jungfrau sowie links hl. Katharina und rechts hl. Walburga dargestellt. In den Flügeln befinden sich die Vierzehn Heiligen Nothelfer am Relief, auf den äußeren Seiten stellen der Erzengel Gabriel und Maria dar und wurden vom Maler Rabensteiner aus Klausen fertiggestellt.
Rabensteiner schuf die Kanzel und das Seitenaltar im gotischen Stil. Das Mittelbildrelief stellt den hl. Sebastian dar, auf den Seiten St. Silvester und Valentin. Die drei gotischen Statuen aus dem 15. Jahrhundert stellen St. Nikolaus, St. Barbara und Madonna mit Jesuskind dar. 2009 wurde die Orgel von der Bozner Firma Oswald Kaufmann erbaut.

## Glocken
Bereits im Jahr 1807 wurden bei der Bestandsaufnahme drei Glocken mit einem Gesamtgewicht von 450 Pfund verzeichnet. Im Jahr 1844 erfolgte der Umguss der zwei Glocken samt 928 Pfund von Johann Grassmayr aus Innsbruck. Nachdem die kleine Glocke 1911 gesprungen war, wurde mit den restlichen Glocken von Karl Chiappani in Trient umgegossen und die drei Glocken erklangen in der Tonfolge b1, c2, f2. Infolge des Ersten Weltkriegs mussten alle Glocken zu Kriegszwecken abgeliefert werden.
Die neuen Glocken wurden 1924 vom italienischen Glockengießer D’Adda in Crema gegossen. Am Palmsonntag desselben Jahres wurden sie vom Dekan Kleinlercher aus Bruneck geweiht.
| Nr. | Name      | Gussjahr | Gießer, Gussort | Nominal | Gewicht (kg) | Inschrift |
| --- | --------- | -------- | --------------- | ------- | ------------ | --- |
| 1   | Walburga  | 1924     | D’Adda, Crema   | a1      | 314 kg       | Walburga, du heilige Gottesbraut Du singst nun dein neues Lied so traut Zur Hochzeit des Lammes, das unser Herz Jubelnd sich wendet hinwärts. |
| 2   | Sebastian | 1924     | D’Adda, Crema   | h1      | 267 kg       | Dem heiligen Sebastian bin ich geweiht und rufe Glaubensmut ins Herz der Christenheit.                                                        |
| 3   | Katharina | 1924     | D’Adda, Crema   | cis2    | 162 kg       | Katharina, dein Schwert und Rad und Martyrkron Ruf uns durch Kampf zu Sieg und Himmelslohn!                                                   |
| 4   | Florian   | 1924     | D’Adda, Crema   | e2      | 111 kg       | Sankt Florian im Feuersturm Ruf Nächstenliebe hoch vom Turm!                                                                                  |
| 5   | Josef     | 1924     | D’Adda, Crema   | fis2    | 94 kg        | Sankt Josef, gestorben an Jesu Brut Führ unsre Seelen zur Himmelslust!                                                                        |